# Ogigia
Ogigia (in greco antico: Ὠγυγίη? Ōgyghìē), nel libro V dell'Odissea di Omero, è l'isola dove Ulisse si trovò a sostare per sette anni dopo lunghe avventure e pericoli corsi durante il suo ritorno dalla guerra di Troia. Quest'isola viene descritta da Omero come un posto paradisiaco della felicità e dell'immortalità, benché Ulisse trascorra la maggior parte della sua prigionia piangendo per la distanza dalla sua patria, per l'impossibilità della sua partenza e per la mancanza dei suoi cari - Penelope e Telemaco -; spesso si rifugiava sul promontorio dell'isola dal quale osservava i flutti in attesa di partire. Altri luoghi dell'isola sono la grande spelonca, ove risiedeva la ninfa, che vi dormiva con Ulisse, benché nolente; attorno alla grotta vi erano un lussureggiante bosco, pieno di uccelli e svariati prati di sedano e viole, e dei rigogliosi tralci di vite domestica con quattro sorgenti d'acqua nei pressi.

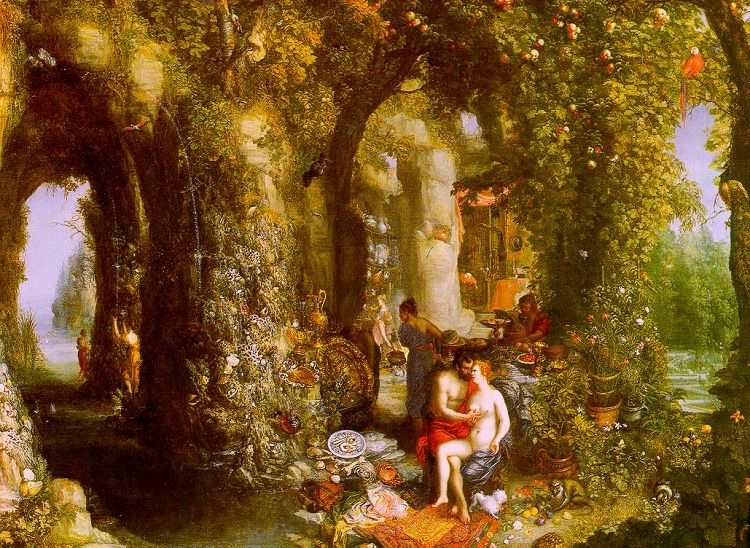
Ulisse e Calipso nell'isola di Ogigia

Ulisse vi giunse a causa di un naufragio che lo fece andare alla deriva fin sulle coste dell'isola, ove Calipso lo salvò e lo accolse. Essa s'invaghì dell'eroe itacese a tal punto da trattenerlo quasi come prigioniero, fin quando giunse un ordine esplicito di Ermes, in qualità di messo di Zeus a lasciarlo tornare in patria. La ninfa malvolentieri ne informò Ulisse, ma questi diffidava di lei, paventando infatti un attentato alla propria vita come vendetta; dopo il solenne giuramento di Calipso, Ulisse, rinfrancato, si preparò a partire. Costruitosi una zattera (e qui reperiamo preziose informazioni sulle tecnologie dell'epoca), partì, ma avendolo visto il suo acerrimo nemico Poseidone, gli scatenò una tempesta contro; ciononostante, grazie all'intervento salvifico di Atena e della ninfa Leucotea, giunse alle coste di Scheria, l'isola dei Feaci, ove otterrà di essere finalmente accompagnato e sbarcato alla natia Itaca.

## Identificazione
Sono diverse le collocazioni attribuite a Ogigia nella geografia reale: appena fuori dallo stretto di Gibilterra oppure, secondo tradizioni locali della Dalmazia, l'isola di Mljet; secondo altri autori invece è l'isola di Gozo nell'arcipelago maltese, dove è possibile visitare la grotta "di Calipso" che sovrasta la spiaggia rossa della Baia di Ramla; ancora, l'isola di Gavdos a sud della Grecia. Secondo alcuni recenti studi, Ogigia si troverebbe di fronte ai monumenti alla costa calabra del Mar Ionio, in corrispondenza della Secca di Amendolara o nei pressi di Punta Alice a Cirò Marina. Per altri ancora si tratterebbe dell'isola di Pantelleria. Ciò che deduciamo da Omero, vero o no che sia, è che era un'isola assai remota, distante da centri abitati: così Ermes diceva a Calipso presentandosi: "Zeus m'ha costretto a venire quaggiù, contro voglia;/ e chi volentieri traverserebbe tant'acqua marina,/ infinita? Non è neppure vicina qualche citta di mortali,/ che fanno offerte ai numi, elette ecatombi."

## Influenza culturale
All'isola Ogigia è intitolato l'Ogygia Chasma su Teti.